# BBC News

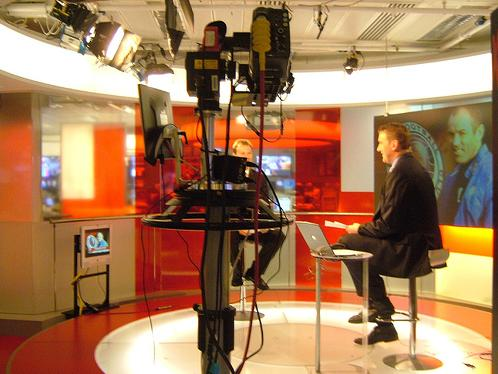
Estudios de BBC News en Londres.

La BBC News and Current Affairs (abreviado: BBC NCA) es una de las principales divisiones de la BBC. Es la entidad responsable de recoger y producir la información de actualidad para las divisiones informativas de 
televisión, radio e internet de la BBC. Se le considera la entidad que recopila más cantidad de información entre los medios de comunicación del mundo, con más de 45 000 horas de material al año.
Su sede se encuentra en Londres, ocupando el espacio con la BBC Television Centre. Además del equipo instalado en el Reino Unido, mantiene 48 equipos humanos y más de 132 periodistas repartidos en todo el mundo.

## Programas
- BBC News at One (desde 1986)
- BBC News at Five (desde 2006)
- BBC News at Six (desde 1984)
- BBC News at Nine (2013-2015)
- BBC News at Ten (desde 2000)